# Жидкость Вакенродера
Жидкость Вакенродера —  водный раствор политионовых кислот H2SnO6 (n=3-20). Образуется при реакции сероводорода H2S с сернистым газом SO2 в сильно разбавленном водном растворе. При температуре выше 20 °C медленно разлагается с выделением элементарной серы, сернистого газа и серной кислоты.
Название исторически закрепилось за соединением и не соответствуют никакой номенклатуре. В 1845 году немецкий химик, врач и аптекарь Генрих-Вильгельм-Фердинанд Ваккенродер (1798–1854) установил, что при пропускании сероводорода H2S в охлаждаемый ниже нуля градусов Цельсия водный раствор диоксида серы SO2 образуется «необычная смесь», получившая со временем имя первооткрывателя.